# アイリス (映画)
『アイリス』（Iris）は、2001年のイギリスの伝記映画。リチャード・エアー監督。イギリスの女性作家アイリス・マードックを主人公に、アイリスの夫ジョン・ベイリーが書いた回想録『Elegy for Iris』を原作としている。
ジョン・ベイリーを演じたジム・ブロードベントが第74回アカデミー賞助演男優賞や第59回ゴールデングローブ賞助演男優賞などを受賞している他、アイリス・マードックを演じたジュディ・デンチが第55回英国アカデミー賞主演女優賞を受賞している。

## ストーリー
オックスフォード大学で講師をしていた物静かなジョンは、奔放で才能あふれる年上のアイリスに一目ぼれしてしまう。純粋なジョンにアイリスも惹かれてゆく。二人は結婚し、アイリスはイギリスを代表する作家になるが、40年後、アルツハイマーに冒されてしまう。アイリスに振り回され続けて来たジョンは複雑な想いを抱きながらも献身的にアイリスを介護する。しかし、ジョン1人での介護は限界に達し、アイリスは施設に入ることになる。そしてアイリスはジョンに見守られながら安らかな死を迎える。

## キャスト
アイリス・マードック
（現在）演 - ジュディ・デンチ、日本語吹替 - 鈴木弘子
（過去）演 - ケイト・ウィンスレット、日本語吹替 - 日野由利加
女性作家。奔放。
ジョン・ベイリー
（現在）演 - ジム・ブロードベント、日本語吹替 - 坂口芳貞
（過去）演 - ヒュー・ボネヴィル、日本語吹替 - 牛山茂
アイリスの夫。英語教師。控えめでおとなしい。
ジャネット・ストーン
（現在）演 - ペネロープ・ウィルトン、日本語吹替 - 谷育子
（過去）演 - ジュリエット・オーブリー
アイリスの友人。
モーリス
（現在）演 - ティモシー・ウェスト、日本語吹替 - 安井邦彦
（過去）演 - サム・ウェスト、日本語吹替 - 根本泰彦
アイリスの男友だち。
ガジョン医師
演 - クリス・マーシャル
アイリスの主治医。ジョンにアイリスを施設に入れることを勧める。
サマヴィル校の校長
演 - エレノア・ブロン、日本語吹替 - 久保田民絵

## トリビア
この映画の日本での劇場公開前に大分県の劇場「シネマ5」で配布された紫の色調の地方限定映画チラシがプレミアがつき現在4～5桁の高値で取引されている。 
アイリスの男友だちであるモーリスの現在と過去を演じたティモシー・ウェストとサム・ウェストは実の親子である。